# Eugène Forget
Eugène Forget, né le 11 novembre 1901 à Sœurdres (Maine-et-Loire), et mort le 26 novembre 1994 à Angers, est un syndicaliste paysan français.

## Biographie
Né en 1901, il est agriculteur du Maine-et-Loire.En janvier 1944, il est élu syndic régional adjoint du Maine-et-Loire de la Corporation paysanne. À la Libération, il adhère au Mouvement républicain populaire, comme membre du Comité d'entente pour la démocratie chrétienne. Il devient conseiller économique et maire de sa commune.
De 1946 à 1949, il est le premier président de la FNSEA.
En mars 1946, il fait voter à mains levées le serment de l'unité paysanne.

## Ouvrage
- Eugène Forget, Le serment de l'unité paysanne, Nouvelle cité, Paris, 1982.